# Efecte de color Fechner

Dibuix de la baldufa de Benham

L'efecte de color Fechner és una il·lusió de color que es veu quan s'observen determinats patrons en blanc i negre que canvien o es mouen ràpidament. També s'anomenen colors de parpelleig induïts per patrons (PIFC).
Aquest fenomen sorgeix de l'activitat neuronal de la retina i les interaccions espacials en l'escorça visual primària,que té un paper en la codificació de funcions d'imatge de baix nivell.

## Baldufa de Benham
L'efecte es demostra normalment amb un dispositiu conegut com la baldufa de Benham (també anomenada disc de Benham). Quan es gira la baldufa, es veuen arcs de color pàl·lid en diferents llocs del disc que forma la seva superfície superior. L'efecte també es pot veure a les llums estroboscòpiques quan els flaixos s'estableixen a determinades velocitats crítiques. Les pales giratòries del ventilador, especialment les d'alumini, també poden demostrar l'efecte; a mesura que el ventilador s'accelera o desaccelera, els colors apareixen, es desplacen, canvien i desapareixen. La velocitat de funcionament estable del ventilador no produeix (normalment) colors, cosa que suggereix que no és un efecte d'interferència amb la freqüència del parpelleig de la il·luminació.
L'efecte va ser observat per Gustav Fechner i Hermann von Helmholtz i es va propagar als angloparlants a través de la invenció de Charles Benham del seva tapa. Florence Winger Bagley va ser una de les primeres investigacions d'aquest fenomen.

## Explicació

Animació d'un disc de Benham.

El mecanisme perceptiu de l'efecte de color Fechner encara no s'ha pogut explicar del tot. Una possible raó per la qual la gent veu els colors pot ser que els receptors de color de l'ull humà responen amb diferents ritmes al vermell, verd i blau. O, més concretament, que les latències del centre i els mecanismes circumdants difereixen per als diferents tipus de cèl·lules ganglionars específiques del color.
La retina de l'ull es compon de dos tipus de receptors sensibles a la llum: els cons i els bastons.
- Els cons són importants per a la visió del color i per veure en llum brillant. Hi ha tres tipus de cons, cadascun dels quals és més sensible a una longitud d'ona de la llum determinada
- Els bastons són importants per veure amb poca llum.

És possible que els colors que es veuen en els discs de Benham girant siguin el resultat de canvis que es produeixen a la retina i altres parts del sistema visual. Per exemple, els discos giratoris poden activar les zones veïnes de la retina de manera diferent. En altres paraules, les zones en blanc i negre del disc estimulen diferents parts de la retina. Aquesta resposta alterna pot causar algun tipus d'interacció dins del sistema nerviós que genera els colors.
En veure centellejos de blanc i negre, els cons descansen i s'activen sequencialment. Per poder percebre el color blanc, han d'activar-se tots tres tipus de cons: els que perceben el blau, el verd i el vermell. Si tots tres s'activen a velocitats diferents, es genera la il·lusió de color. La freqüència de rotació òptima per percebre colors va de 3 a 5 revolucions per minut. Inexplicablement, no tothom veu els mateixos colors; que semblen variar segons la direcció de rotació El fenomen s'origina a partir de l'activitat neuronal a la retina i les interaccions espacials a l'escorça visual primària, que té un paper en la codificació de característiques d'imatge de baix nivell, com ara les vores i els components de la freqüència espaciotemporal. La investigació indica que el procés de l'oponent blau-groc explica tots els diferents PIFC.
S'estan investigant els principals PIFC de Benham i altres per utilitzar-los com a eina de diagnòstic de malalties de l'ull i de la via visual. S'ha mostrat especialment prometedor en la detecció de la neuritis òptica.

## Charles Benham
La baldufa de Benham rep el nom del periodista, científic aficionat i fabricant de joguines anglès Charles Benham, que el 1895 va comercialitzar una baldufa pintada amb el patró de la imatge. Per generar l'efecte de color Fechner mitjançant la seva baldufa, Benham es va inspirar en la seva correspondència amb Gustav Theodor Fechner, que havia observat i demostrat aquest efecte. La baldufa de Benham va fer possible que els parlants de la llengua anglesa poguessin conèixer l'efecte de color Fechner, ja que els informes originals de Fechner estaven escrits en alemany. Benham va anomenar el seu disc, que va desconcertar els científics durant més de 100 anys, com "Artificial Spectrum Top" i el va vendre a través de Messrs. Newton and Co. com Benham's Top (baldufa de Benham's) 

## Altres efectes óptics
- Disc de Newton
- Baldufa de Benham